# Église Saint-Pierre de Bourgon
Pour les articles homonymes, voir Église Saint-Pierre.
L'église Saint-Pierre est une église catholique située à Bourgon, dans le département français de la Mayenne.

## Localisation
L'église est située dans le bourg de Bourgon, en bordure de la route départementale 106 et à quelques centaines de mètres de la limite du département avec l'Ille-et-Vilaine.

## Histoire
L'ancienne église était un sanctuaire « en croix et fort joli » selon l'historien Pierre-François Davelu, qui se composait d'un chœur à pans coupés, d'une nef et de deux chapelles formant un transept. Elle fut fermée et ses cloches enlevées par arrêté du directoire du département du 26 avril 1793.
C'est en 1903 que débute la construction de l'église actuelle à l'emplacement de l'ancienne, sur les plans de l'architecte Tessier et grâce aux « ressources merveilleuses » du curé Bry. La bénédiction a lieu le 10 décembre 1905.
L'inventaire se déroule le 14 mars 1906, dans cette toute jeune église, à la deuxième visite et après enfoncement d'une porte.

## Architecture et extérieurs
Le portail de l'église est décoré de plusieurs baies en arc brisé.

## Intérieur
L'abbé Angot mentionne plusieurs éléments d'intérieur méritant une description sommaire :
- Le baldaquin surmontant l'autel et soutenu par quatre colonnes de marbre ;

- Le tabernacle dudit autel, orné de colonnettes torses sur lesquelles grimpe une vigne, et où sont sculptés des oiseaux et des lézards ;

- Des panneaux en bas-relief représentent les évangélistes et les vertus théologales.